# Орех кола

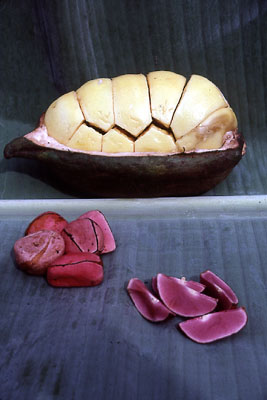
Орех кола — стручок с удаленной половиной скорлупы, чтобы обнажить призматические семена внутри их белой кожуры, и свежие семена (целые без кожуры слева и справа, разделенные на семядоли)

Орех кола — термин, который обычно относится к семенам некоторых видов растений из рода Cola семейства Мальвовые (ранее род относили к семейству Стеркулиевые, позже ранг этого семейства был понижен и оно стало рассматриваться как подсемейство мальвовых). Все виды растений, дающие «орехи кола», — деревья, произрастающие в тропических лесах Африки. Их семена, имеющие длину до 5 см, содержат кофеин и используются в качестве вкусовых ингредиентов в различных газированных безалкогольных напитках, что и послужило причиной именования таких напитков «колой».

## Общее описание
Орех кола — содержащее кофеин семя вечнозеленых деревьев рода Cola, прежде всего видов Cola acuminata (Кола заострённая) и Cola nitida. Cola acuminata, вечнозеленое дерево около 20 метров в высоту, имеет длинные яйцевидные листья, заостренные на обоих концах, с кожистой текстурой. Деревья имеют кремовые цветки с пурпурно-коричневыми полосами и звездчатые плоды, состоящие обычно из пяти фолликулов. Внутри каждого фолликула в белой семенной оболочке развивается около дюжины призматических семян. Орех имеет красноватую или белую мякоть внутри и обладает сладким ароматом розы.
Орехи кола содержат около 2-4 % кофеина и теобромина, а также дубильные вещества, алкалоиды, сапонины и флавоноиды.

## Использование

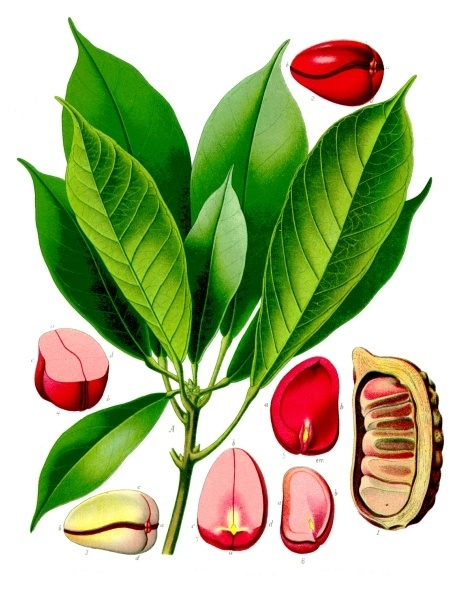
Cola acuminata (из Köhler’s Medizinal-Pflanzen)

Орех кола имеет горький вкус и содержит кофеин. Орех является стимулятором нервной системы, и его жуют во многих странах Западной Африки дома и в общественных местах. Он часто используется церемониально, вручается вождям или гостям. На протяжении всей истории орехи кола сажали на могилы в рамках различных ритуалов. Работники во многих странах также выращивают орехи кола, чтобы бороться с усталостью и голодом, в то время как бразильцы и жители Вест-Индии используют орехи как средство от похмелья, интоксикации и диареи.
В народной медицине орехи колы считаются полезными для улучшения пищеварения, если их измельчить и смешать с мёдом, а также использовать как средство от кашля.
Орехи кола, пожалуй, наиболее известны в западной культуре как ароматизирующий ингредиент и один из источников кофеина в коле и других напитках с аналогичным вкусом, хотя экстракт орехов кола больше не используется в основных коммерческих напитках на основе колы, таких как Coca-Cola.

## История
Использование человеком ореха колы, как и кофейных ягод и чайного листа, похоже, имеет древнее происхождение. Распространение ореха кола в Северной Африке, по-видимому, связано с распространением ислама в Северной Африке в XVII веке, когда развивалась торговля через Средиземное море. Орех кола был особенно полезен на невольничьих кораблях для улучшения вкуса воды, поскольку порабощенным африканцам часто давали пить воду плохого качества. Французский путешественник по имени Шевалье Де Марше, который путешествовал по Западной Африке в конце 1720-х годов, отметил, что орех делал «наши самые горькие продукты на вкус сладкими». Эти сладкие изменения связаны с химическими веществами, которые орех добавляет во вкус, или с огромным количеством кофеина.
Орехи кола использовались в качестве ингредиента в Coca-Cola и Pepsi-Cola в 1886 и 1888 годах соответственно. Орехи являются важной частью традиционной духовной практики, культуры и религии в Западной Африке, особенно в Нигере, Нигерии , Сьерра-Леоне и Либерии.
В культурных традициях народа игбо преподнесение орехов колы гостям или на празднике свидетельствует о пожелании счастья.

## Производство
| Страна       | Тонны   |
| ------------ | ------- |
| Нигерия      | 166 895 |
| Кот-д’Ивуар  | 57 923  |
| Камерун      | 47 126  |
| Гана         | 24 296  |
| Сьерра-Леоне | 8097    |
| Бенин        | 613     |
| Мир          | 304 950 |

Общее мировое производство орехов колы составляет 304 950 тонн (300 130 длинных тонн). В 2020 году на Нигерию приходилось 55 % производства и заготовок орехов колы.

## Химический состав
По данным фитохимического состава основными действующими веществами в орехах кола являются: кофеин (2–3.5%), теобромин (1.0–2.5%), теофиллин, полифенолы, и другие.

## Рецепт колы
В 1880-х годах фармацевт из Джорджии Джон Пембертон взял кофеин, извлеченный из орехов колы, и содержащие кокаин экстракты из листьев коки, и смешал их с сахаром, другими ароматизаторами и газированной водой, чтобы изобрести кока-колу, первый массовый безалкогольный напиток на основе колы. Хотя точные детали рецепта колы остаются конфиденциальными, с 2016 года рецепт колы больше не содержит фактического экстракта ореха колы.

## Галерея

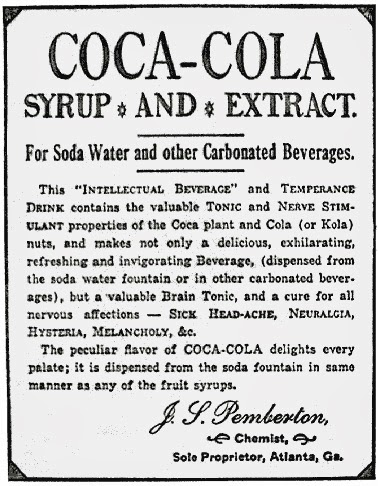
Реклама Кока-колы, 1886 год
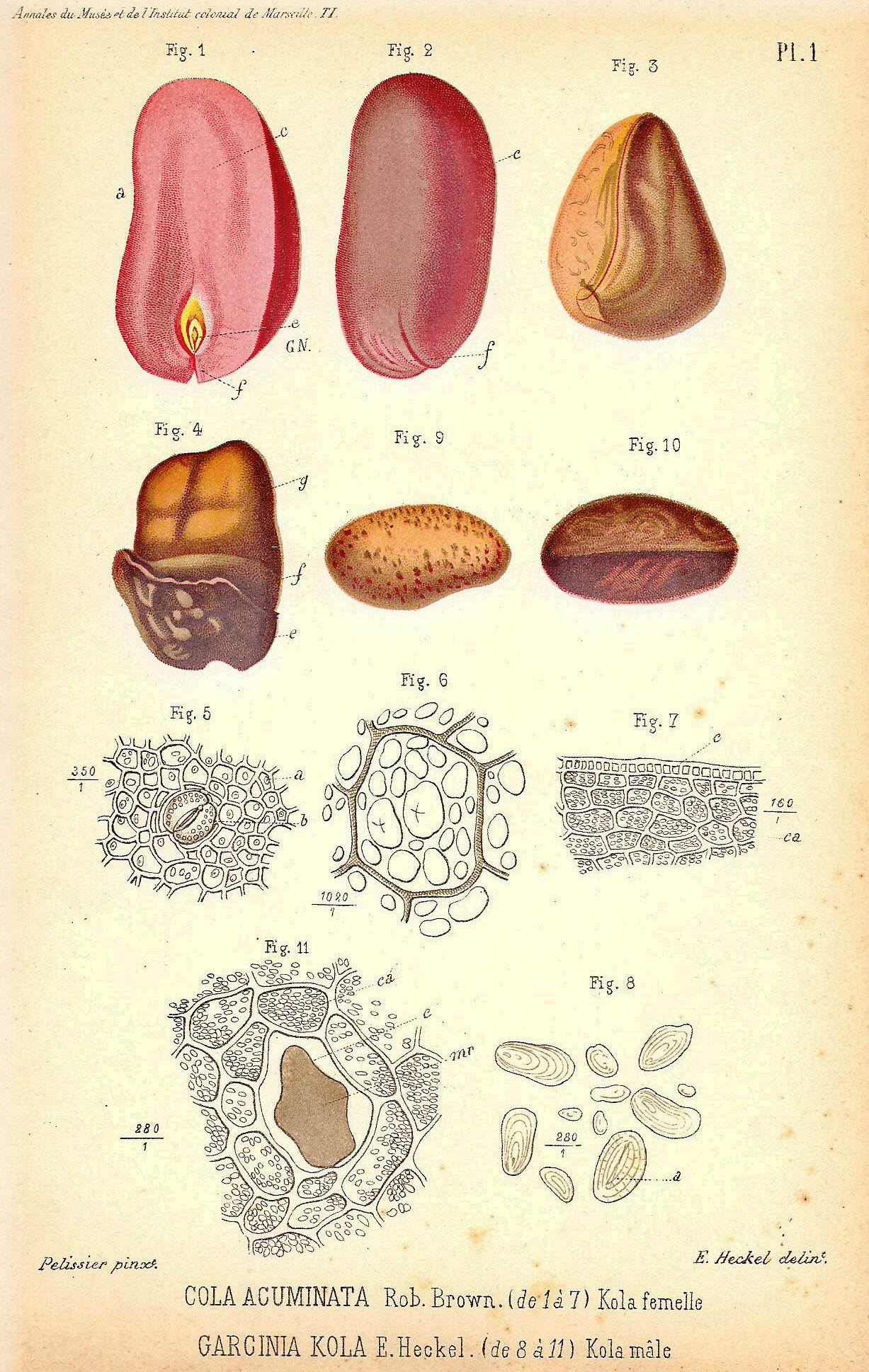
Семена настоящей/«женской» колы (Cola acuminata) по сравнению с семенами горькой/«мужской» колы (Garcinia kola)
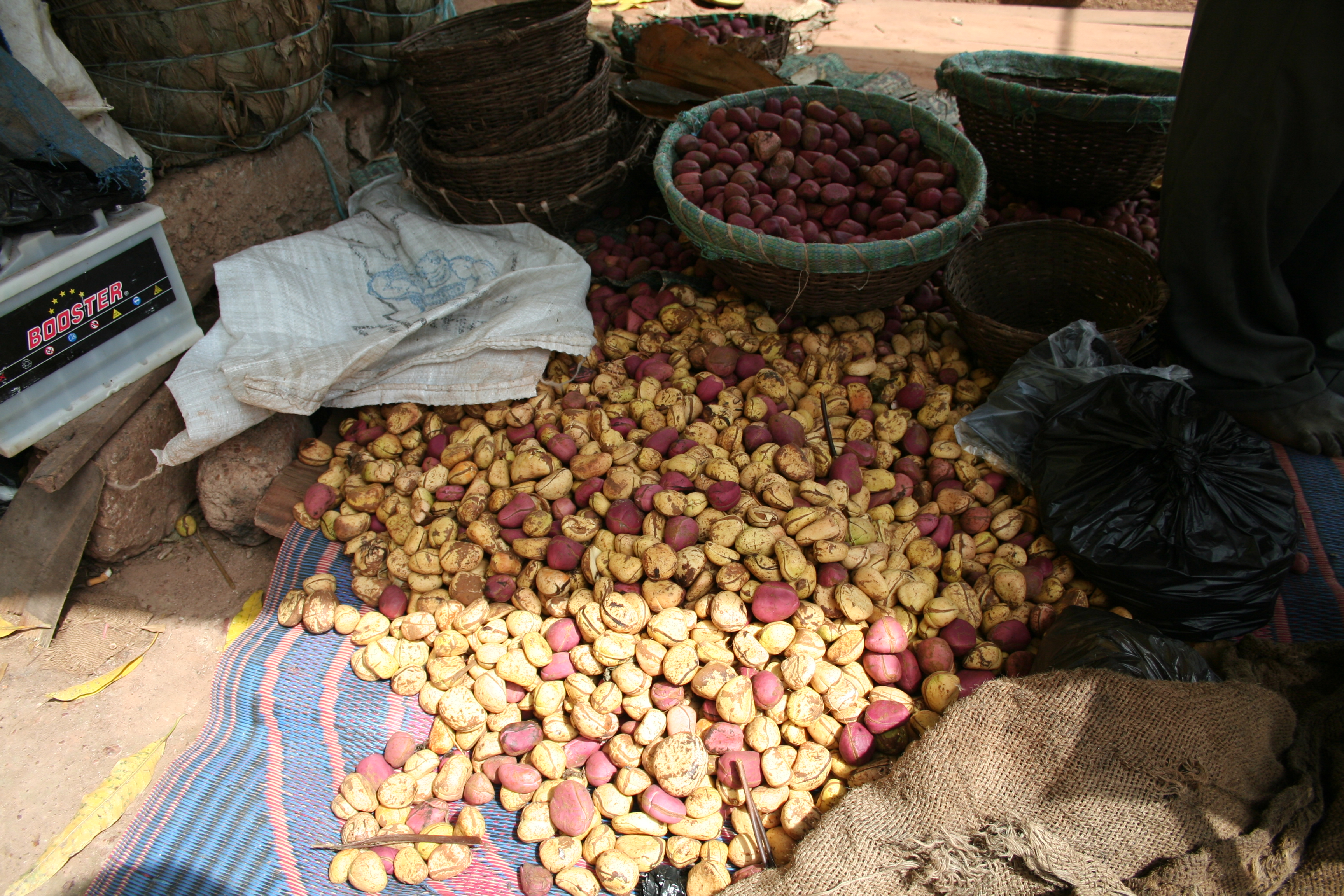
Орехи кола на центральном рынке в Уагадугу, Буркина-Фасо
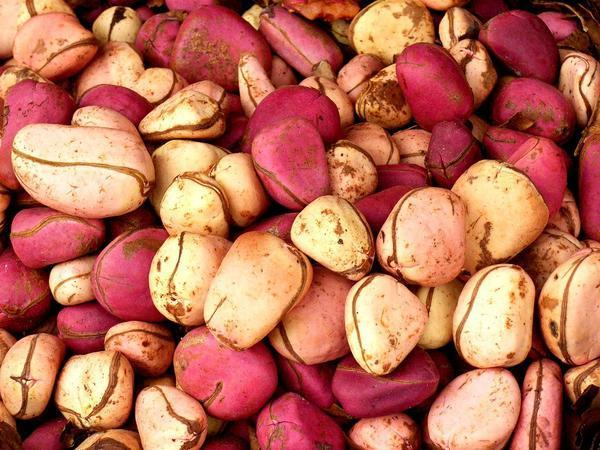
Орехи кола